# Tiefendick
Tiefendick ist eine Ortslage in der bergischen Großstadt Solingen.

## Geographie
Tiefendick liegt an den Hängen des Lochbachtals im äußersten Süden des Solinger Stadtteils Wald, unmittelbar an der Grenze zu Merscheid. Der Ort befindet sich am Nordhang und am Ufer des Lochbachs entlang der nach ihm benannten Tiefendicker Straße, die als beliebte Querverbindung zwischen der Scheuer im Norden (an der katholischen Kirche in Wald) und Merscheid fungiert. Nördlich, entlang der Weyerstraße, liegt der Ortsteil Weyer sowie das umfangreiche Gelände der ehemaligen Schirmfabrik Kortenbach & Rauh entlang der Becher Straße, das heute als Gewerbepark genutzt wird. Im Westen liegt die Hofschaft Bech. Im Süden befinden sich die Merscheider Wohngebiete an der Spichern- und der Buchenstraße. Im Osten, unmittelbar an Tiefendick angrenzend, liegt der katholische Friedhof Rosenkamper Straße, weiter östlich noch Heidufer und Loch.

## Etymologie
Der Ortsname deutet laut Brangs entgegen einer ersten Vermutung nicht auf einen tief gelegenen Teich (= Dieck, Dick) hin. Mundartlich wird nämlich von Tewandick gesprochen, nicht etwa von diepen Dick. Aufgrund der Aussprache in der Solinger Mundart vermutet Brangs daher eher einen Zusammenhang mit dem Wort Tewe (= Hündin). Einzelheiten sind hingegen nicht bekannt.

## Geschichte
Die Ursprünge von Tiefendick liegen wahrscheinlich spätestens im 17. Jahrhundert. Im Jahre 1715 in der Karte Topographia Ducatus Montani, Blatt Amt Solingen, von Erich Philipp Ploennies ist der Ort mit einer Hofstelle verzeichnet und bereits als Tiefendick benannt. Die Topographische Aufnahme der Rheinlande von 1824 verzeichnet den Ort als Tiefenteich und die Preußische Uraufnahme von 1844 als Tiefendick. In der Topographischen Karte des Regierungsbezirks Düsseldorf von 1871 ist der Hof ebenfalls als Tiefendick verzeichnet.
Nach Gründung der Mairien und späteren Bürgermeistereien Anfang des 19. Jahrhunderts gehörte der Ort zunächst zur 1808 gegründeten Honschaft Merscheid innerhalb der Bürgermeisterei Merscheid, die 1856 zur Stadt erhoben und im Jahre 1891 in Ohligs umbenannt wurde. 1815/16 lebten 70, im Jahr 1830 89 Menschen im als Weiler bezeichneten Tiefendick. Dort lag er in der Flur V. Merscheid. Der nach der Statistik und Topographie des Regierungsbezirks Düsseldorf als Hofstadt kategorisierte Ort besaß zu dieser Zeit zehn Wohnhäuser, zwei Fabrikationsstätten bzw. Mühlen und acht landwirtschaftliche Gebäude. Zu dieser Zeit lebten 76 Einwohner im Ort, davon 20 katholischen und 56 evangelischen Bekenntnisses. Die Gemeinde- und Gutbezirksstatistik der Rheinprovinz führt den Ort 1871 mit 29 Wohnhäuser und 194 Einwohnern auf. Im Gemeindelexikon für die Provinz Rheinland von 1888 werden für Tiefendick 34 Wohnhäuser mit 210 Einwohnern angegeben. 1895 besitzt der Ortsteil 24 Wohnhäuser mit 183 Einwohnern.
Zum 30. August 1893 fanden zwischen den Gemeinden Wald und Ohligs im Einflussbereich des Lochbachtales Grenzkorrekturen statt. So gelangten etwa Tiefendick und das nahe gelegene Scheuer unter die Verwaltung der Bürgermeisterei Wald. 1905 werden für den Walder Ort 13 Wohnhäuser und 74 Einwohner angegeben.
Die Tiefendicker Industriegeschichte prägte über Jahrzehnte die im Ort ansässige Färberei Carl Jaeger, die im 19. Jahrhundert im Tiefendick entstand. Das Unternehmen stellte im Laufe des 20. Jahrhunderts seinen Betrieb ein. Das Fabrikgelände an der Tiefendicker Straße 40 bis 44a mit dem charakteristischen, weithin sichtbaren Schornstein steht heute zum großen Teil leer. 
Mit der Städtevereinigung zu Groß-Solingen im Jahre 1929 wurde die einstige Hofschaft Tiefendick ein Ortsteil Solingens. 

Ab Anfang der 1930er Jahre wurde das Erscheinungsbild von Tiefendick umfassend geändert. Für eine geplante Straßenverbindung wurde östlich  der Hofschaft ein Damm durch das Lochbachtal aufgeschüttet, der auch heute noch besteht und von Fußgängern genutzt wird. Im Zuge des Dammbaus wurde der Lochbach in ein künstliches, gemauertes Bett verlegt, das seither unterirdisch verläuft. Außerdem wurde der nahe Köllerskotten abgerissen. Zu einer Realisierung der Straßenverbindung kam es jedoch nie. Der Bergisch-Rheinische Wasserverband errichtete im Jahre 1954 gegenüber der Färberei Jaeger ein Hochwasserrückhaltebecken. 1981/1982 wurden einige alte Tiefendicker Fachwerkhäuser in schlechtem Zustand abgerissen. Von den im Ort verbliebenen historischen Gebäuden steht seit 1985 das in Teilen verschieferte Fachwerkhaus Tiefendick 3b unter Denkmalschutz, das oben abgebildet ist.

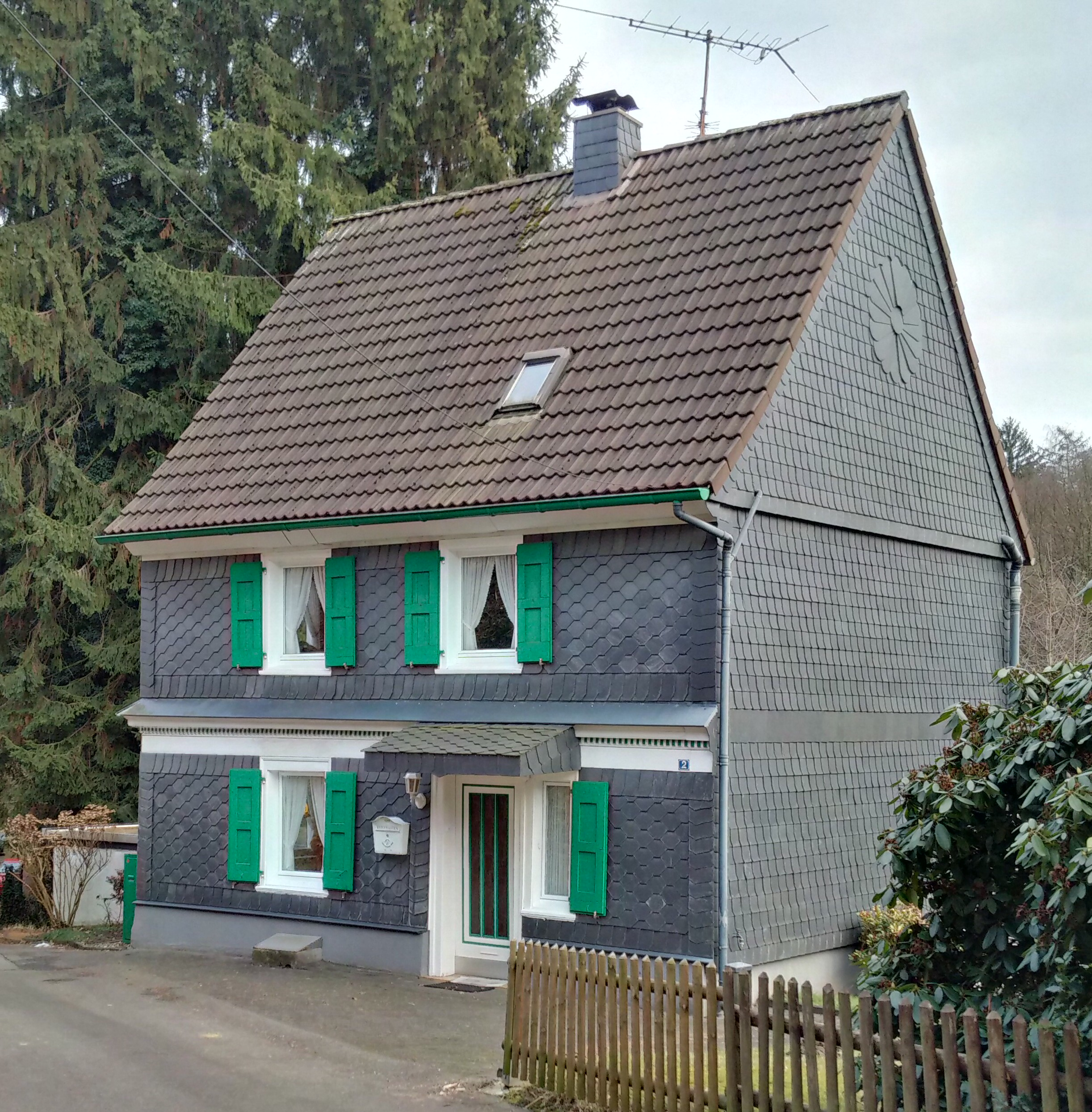
Wohnhaus in Tiefendick
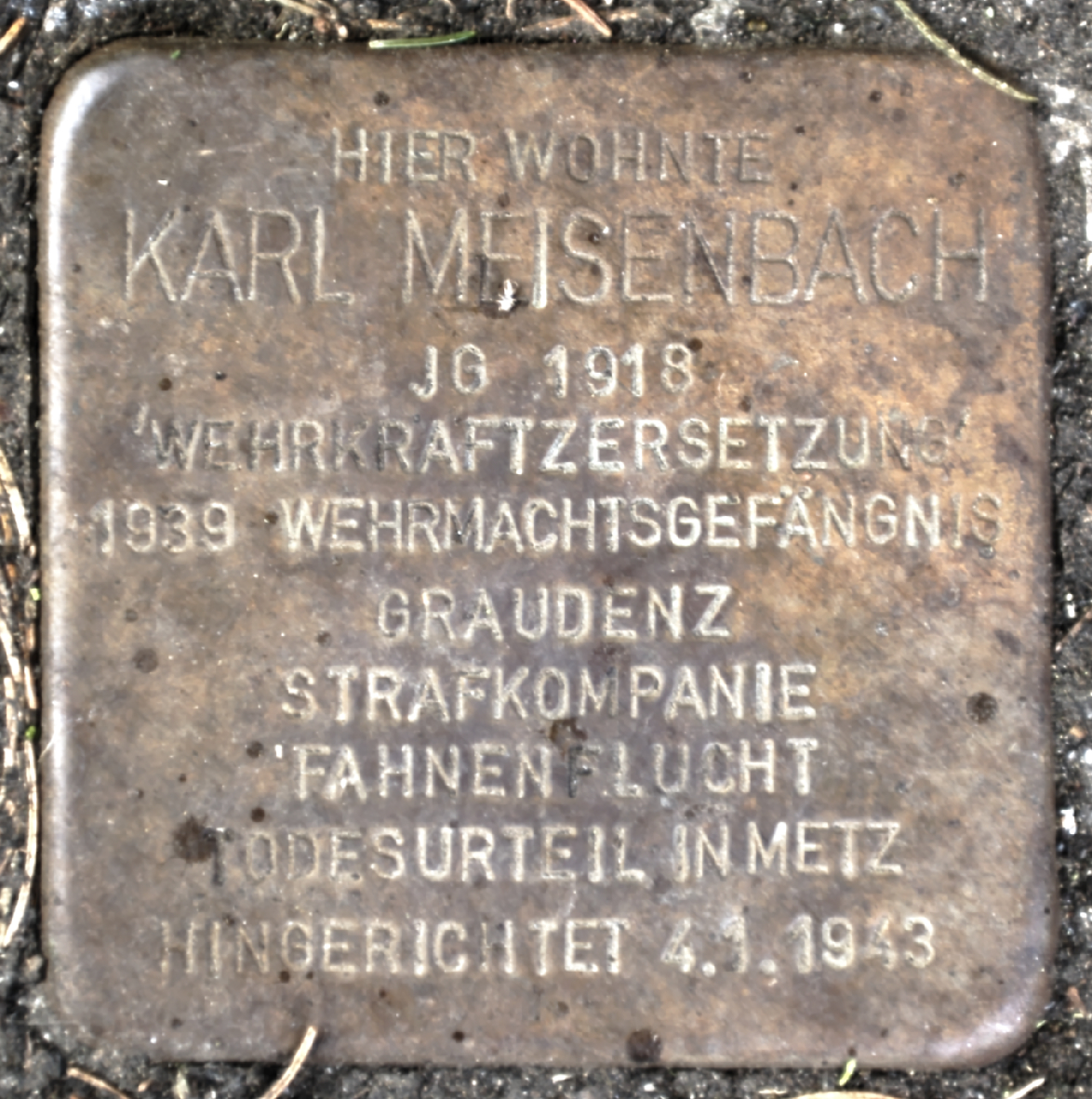
Stolperstein vor dem Haus Tiefendick 6